# Indotritia africana
Indotritia africana är en kvalsterart som beskrevs av Sandór Mahunka 1984. Indotritia africana ingår i släktet Indotritia och familjen Oribotritiidae. Inga underarter finns listade i Catalogue of Life.